# Thomas Oesterdiekhoff
Thomas Oesterdiekhoff (* 1963 in Gladbeck) ist ein deutscher Perkussionist und Kulturmanager.

## Leben
Oesterdiekhoff begann im Alter von sechs Jahren eine Klavier-, Cello- und Klarinettenausbildung. Als Schüler spielte er Schlagzeug in einer Schulband. Er besuchte die Musikschule in Gelsenkirchen und studierte Schlagzeug an der Hochschule für Musik Köln bei Christoph Caskel. Danach trat er als Gastmusiker mit verschiedenen Orchestern in Opern- und Schauspielhäusern auf. 1999 nahm er mit dem Kontrabassisten Johannes Nied und dem Komponisten Gerhard Stäblers Karas.Krähen auf.
Seit der Gründung 1989 bis 1999 war er Mitglied des Schlagquartetts Köln, mit dem er das Album Zeug für Schlagquartett aufnahm. 1990 war er Gründungsmitglied des Ensemble MusikFabrik. 2004 wurde er dessen kommissarischer Geschäftsführer, von 2005 bis 2015 war er Geschäftsführender Intendant. Unter seiner Leitung wurden Projekte wie die Aufführung von Karlheinz Stockhausens Michaels Reise um die Erde und SONNTAG aus LICHT und Harry Partchs Delusion of the Fury realisiert sowie die Akademie Musikfabrik und das Label Musikfabrik gegründet. Als Produzent, Schlagzeuger oder künstlerischer Leiter war er an mehreren Alben des Ensembles beteiligt.
2008 wurde er Vorsitzender des Vereins für Neue Musik ON-Neue Musik Köln. Als Juror ist er u. a. am Förderprogramm Konzert des deutschen Musikrates, am Programm impuls neue Musik des deutsch-französischen Fonds für zeitgenössische Musik (seit 2017) und am Felix Mendelssohn Bartholdy Hochschulwettbewerb beteiligt.